# Барабанне гальмо

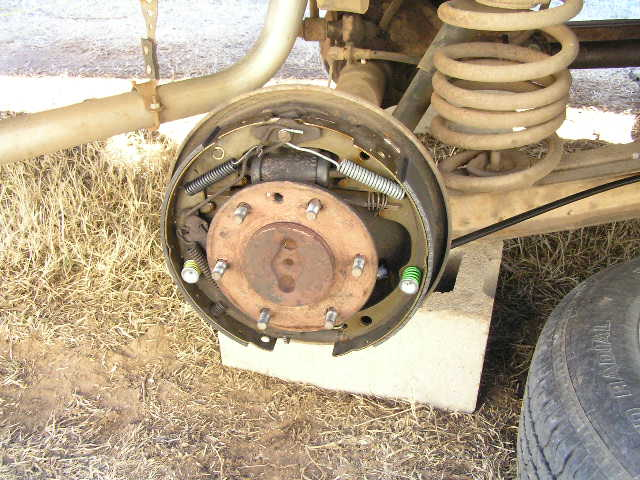
Барабанне гальмо зі знятим барабаном на опорі заднього колеса вантажівки. Підвіска на пружині.

Бараба́нний гальмови́й механі́зм або бараба́нне гальмо́ — це вид фрикційного гальмового механізму, що складається з обертового барабана і необертових гальмових колодок, у якому використовується тертя його елементів за рахунок притиснення гальмових колодок до внутрішньої або зовнішньої циліндричної поверхні барабана.
Зазвичай в барабанному гальмі колодки знаходяться всередині порожнього гальмового барабана — сьогодні саме такий механізм називається барабанним гальмом «за замовчуванням», поза історичним контекстом. У разі, якщо колодки розташовуються з боку площин чавунного диска, гальмовий механізм називається дисковим. Існує ще один різновид барабанного гальма — стрічкове гальмо, в якому гальмування досягається «охопленням» барабана гнучкою металевою гальмовою стрічкою. У залізничному транспорті епохи парової тяги застосовувалися також барабанні гальма, в яких чавунний барабан гальмувався за рахунок гальмової колодки з мідною накладкою, що притискалась до нього зовні.

## Історія
Сучасний вигляд барабанного гальма сконструйований в 1902 р. Луї Рено, хоча менш складні конструкції використовувалися Maybach роком раніше. У перших гальмах колодки притискалися механічно за допомогою важелів і тросів. З середини 1930-х років стали встановлюватися невеликі гальмові циліндри з поршнями, хоча деякі транспортні засоби продовжували використовувати механічні гальмівні системи протягом наступних десятиліть. Іноді встановлювалося по два гальмових циліндри.
Колодки в барабані піддаються інтенсивному зношуванню, і ранні гальма доводилося регулярно коригувати до винаходу саморегульованих барабанних гальм у 1950-х роках. У 1960-1970-х роках всі сучасні автомобілі встановлюють дискові гальма на передні колеса, а ззаду, як і раніше, встановлюються барабанні, хоча деякі виробники встановлювали дискові гальма для всіх чотирьох коліс. Барабанні гальма також використовуються разом з ручним гальмом, так як виявилося дуже складно розробити ручне гальмо для дискової системи.
Перші гальмові колодки мали накладки з азбесту, тому при роботі старих автомобілів необхідно дотримуватися обережності, щоб не вдихати пил. Уряд США почав регулювати виробництво азбесту, а виробникам гальм довелося перейти на безазбестові накладки. Спочатку багато водії скаржилися на погіршення гальмування, однак надалі воно компенсувалося розвитком і удосконаленням технології, що дозволило повністю відмовитися від азбестових накладок. Інші країни також обмежили використання азбесту в гальмах.

## Характеристики
У найпростішому барабанному гальмі з двома колодками і загальним штовхачем колодки працюють несиметрично, бо сила тертя вклинює одну з них між барабаном і штовхачем, а другу між барабаном і жорстким упором. Якщо на першій колодки гальмівні зусилля зростає пропорційно тиску штовхача, то на другий зростає набагато швидше, хоча і нелінійно. При верхньому розташуванні штовхача і рух вперед з посиленням діє передня колодка, яка називається «набігає» в протилежність до задньої, відповідно, вторинної гальмової колодки. Водієві досить легкого натискання, щоб набігальна колодка торкнулася барабана, після чого ефект «затягування» починає працювати як своєрідний «підсилювач». Для підвищення ефективності, барабанні гальма можуть оснащуватися симетричною парою штовхачів, пов'язаних через жорстку тягу або гідравлічно: ефективність такого гальма підвищується за рахунок «затягування» обох колодок слідом за барабаном. Контролювати гальмування стає складніше, але уповільнення значно збільшується, а необхідне зусилля на педалі або ручці гальма зменшується. Цей момент був дуже серйозним плюсом до впровадження підсилювачів гальм, так як на дискових гальмівних механізмах такого ефекту немає (гальмовий диск обертається в напрямку, перпендикулярному до напрямку дії гальмівного зусилля). З появою вакуумних гідропідсилювачів гальм більш важливим моментом стала пропорційність уповільнення зусиллю на педалі, що дозволяє більш точно контролювати гальмування — зараз барабанні гальма якщо і застосовуються, то з інших причин, а конструкції з парою штовхачів фактично не використовуються.

## Конструкція
Основні елементи барабанного гальмового механізму (з гідравлічним приводом) — гальмові колодки, що безпосередньо здійснюють гальмування і для цього мають накладки з фрикційного (має високий коефіцієнт тертя) матеріалу; гальмовий барабан; колісні, або робочі, гальмові циліндри, які під тиском рідини в гідросистемі (створюваним головним гальмовим циліндром, що приводиться в дію від гальмової педалі), притискають колодки до внутрішньої поверхні гальмового барабана — їх може бути один або два, у другому випадку говорять про дуплексний гальмовий механізм, або гальмовий механізм з двома ведучими колодками. Всі ці деталі змонтовані на штампованій основі — гальмовому щиті.

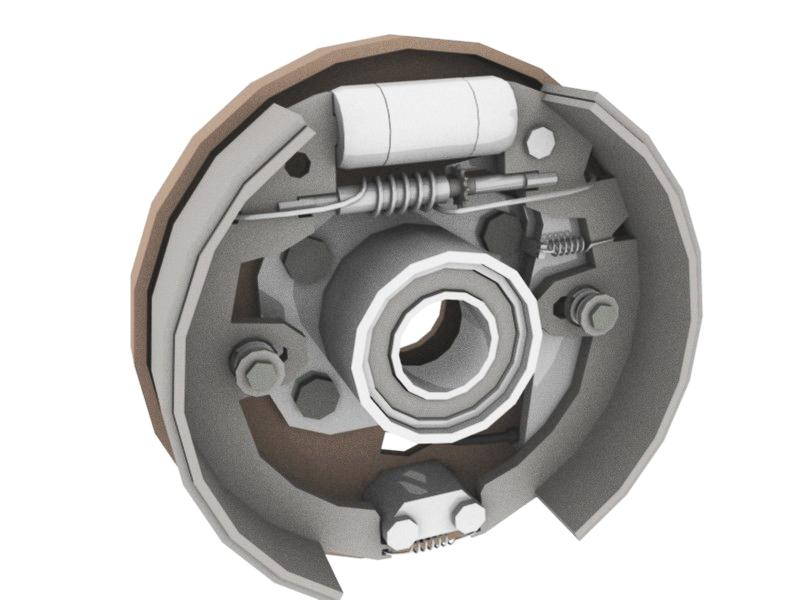
Схематичне зображення барабанного гальма (барабан знято)
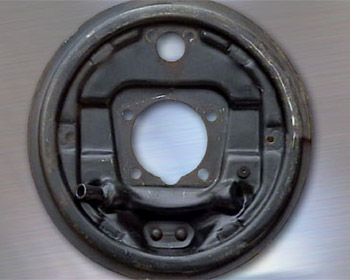
Гальмовий щит
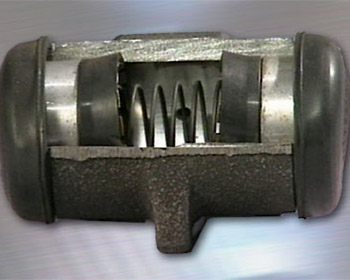
Колісний (робочий) гальмовий циліндр
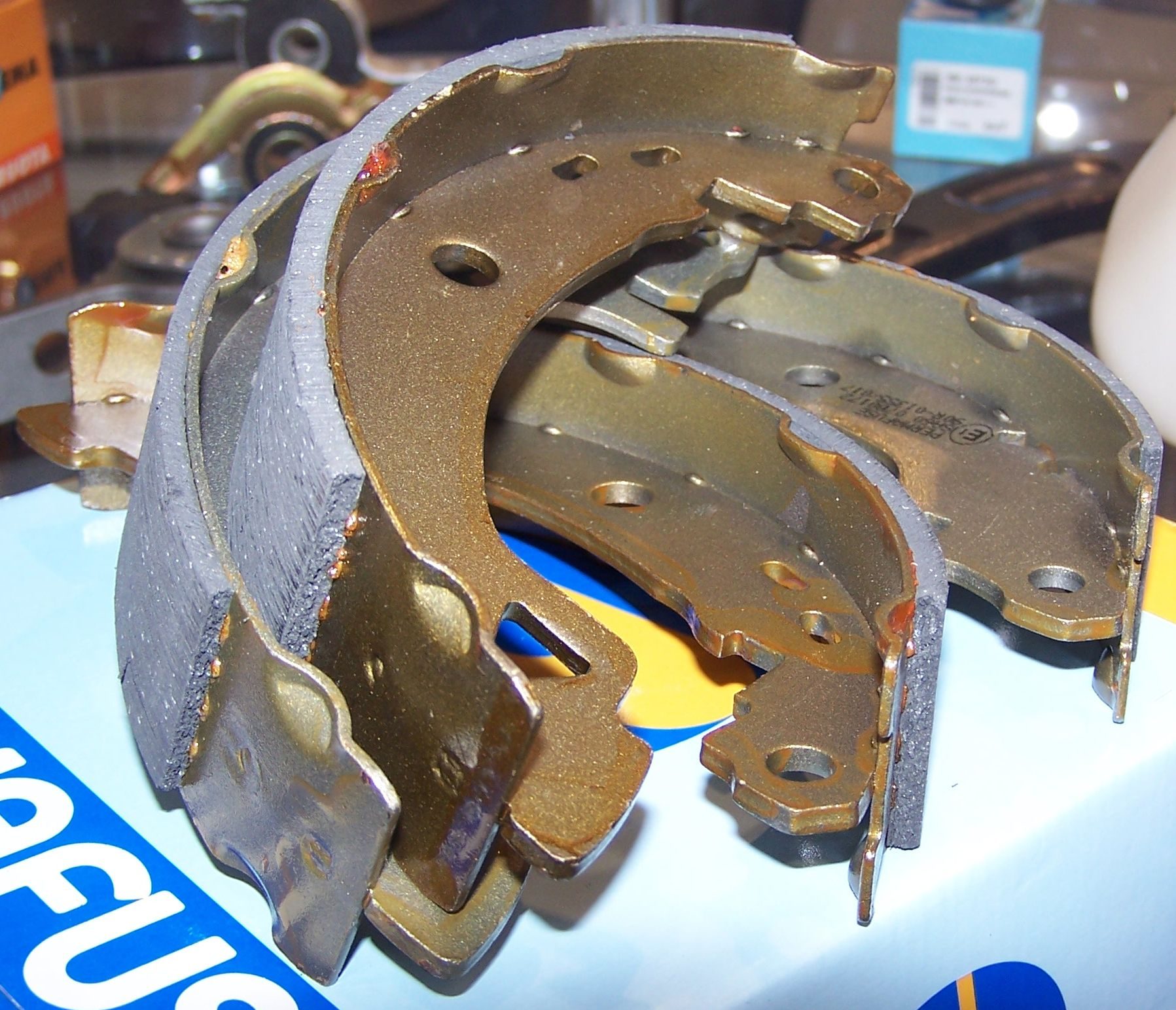
Гальмові колодки
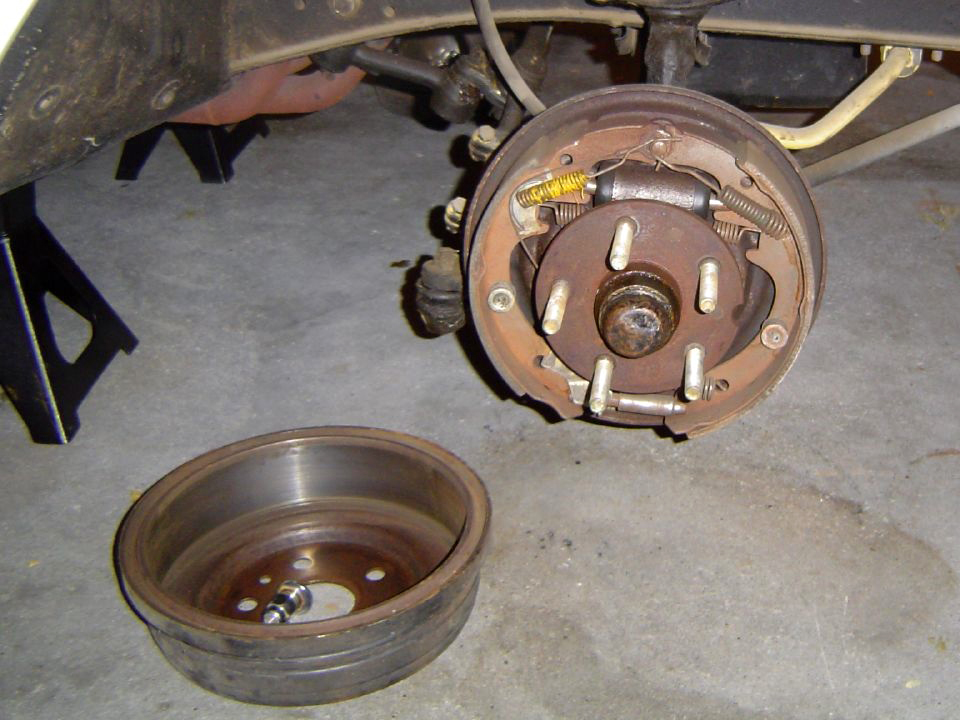
Гальмовий барабан (знято)

Також до складу барабанного гальма входять осі «(пальці)» гальмових колодок, пружини, що утримують колодки на їх місцях і зводять їх після відпускання водієм педалі гальма, механізми, що служать для регулювання зазору між колодками і барабаном (іноді — окремі механізми для регулювання гальм при зміні колодок і в процесі експлуатації) і всілякі кріплення.

## Переваги і недоліки
Барабанні гальма використовуються на багатьох вантажних автомобілях, рідше — легкових машинах і мотовсюдиходах. Головна перевага барабанного гальмівного механізму — в тому, що його потужність (визначається площею плями контакту колодок з поверхнею барабана) можна дуже легко підвищувати за рахунок як збільшення діаметра барабана, так і його ширини (в той час, як дискового — тільки за рахунок збільшення діаметра диска, який у більшості випадків обмежений розміром обода колеса, всередині якого гальмовий диск встановлений). Це дозволяє навіть при не надто високою питомою ефективності (гальмівне зусилля на одиницю площі колодок) досягти дуже високих абсолютних значень гальмівного зусилля, необхідних для уповільнення і зупинки важкого транспорту, наприклад — вантажівок та автобусів. Барабанний механізм порівняно добре захищений від попадання води і пилу, його колодки набагато менше зношуються на запиленій або ґрунтовій дорозі, що робить його довговічнішим і придатнішим для складних дорожніх умов. Використання барабанних гальм спрощує оснащення автомобіля стоянковим гальмом. Барабанні гальма не виділяють багато тепла, що робить можливим застосування порівняно дешевих, безпечних в поводженні і не гігроскопічних гальмових рідин на оливно-спиртовій основі (ЕСК, БСК і подібні), що мають низьку температуру кипіння.
У той же час, барабанні гальма спрацьовують повільніше, ніж дискові, мають менш стабільні характеристики (що в першу чергу зумовлено мінливістю плями контакту колодки і внутрішньої поверхні гальмового барабана) і менші можливості для регулювання. Тому на швидкохідних легкових автомобілях зазвичай застосовують як мінімум передні дискові гальмові механізми.Також можуть бути застосовані виключно дискові.Але це залежить від конструкції автомобіля.